# Ruta Estatal de Nevada 172
La Ruta Estatal de Nevada 172, y abreviada SR 172 (en inglés: Nevada State Route 172) es una carretera estatal estadounidense ubicada en el estado de Nevada. La carretera inicia en el Oeste desde la US 93     en Boulder City hacia el Este en la Acceso oeste a la presa Hoover. La carretera tiene una longitud de 2,6 km (1.612 mi).

## Mantenimiento
Al igual que las autopistas interestatales, y las rutas federales y el resto de carreteras estatales, la Ruta Estatal de Nevada 172 es administrada y mantenida por el Departamento de Transporte de Nevada por sus siglas en inglés Nevada DOT.